# Otok (Łódź)
Otok [pronunciación en polaco: /ˈɔtɔk/] es un pueblo en el distrito administrativo de Gmina Zadzim, dentro del condado de Poddębice, Voivodato de Łódź, en el centro de Polonia. Se encuentra a unos 4 kilómetros al este de Zadzim, 16 kilómetros al sur de Poddębice, y 39 kilómetros al oeste de la capital regional Łódź.